# Creuer Gneisenau
El Gneisenau fou una nau capital pertanyent a la Kriegsmarine alemanya que participà en la Batalla de l'Atlàntic de la Segona Guerra Mundial. Era el segon i l'últim buc de la classe Scharnhorst, junt amb el seu bessó Scharnhorst, el líder de classe. Degut a les seves característiques se l'ha descrit alternativament com a cuirassat i com a creuer de batalla, i encara no s'ha arribat a un consens al respecte. Va rebre el seu nom en honor del general prussià August Neidhardt von Gneisenau, així com per commemorar la fragata blindada de tres pals SMS Gneisenau, enfonsada per una tempesta l'any 1900, i el creuer blindat SMS Gneisenau, barrinat durant la batalla de les Malvines.
Fou construït a les drassanes Deutsche Werke, a Kiel: iniciada el 6 de maig de 1935 i avarada el 8 de desembre de 1936. Fou completat al maig de 1938, amb un armament principal de nou canons SK C/34 de 280 mm en muntura triple. Es van fer plans per substituir aquest armament per sis canons SK C/34 de 380 mm, però la conversió mai fou duta a terme.
El Gneisenau i el Scharnhorst van operar junts durant gran part de la Segona Guerra Mundial, duent a terme principalment incursions a l'Atlàntic per fer ràtzies contra les naus mercants aliades. A la seva primera operació, el Gneisenau enfonsà el creuer auxiliar britànic HMS Rawalpindi en un ràpid enfrontament. Més tard les dues naus participaren en l'Operació Weserübung, la invasió alemanya de DInamarca i Noruega. Durant el curs d'aquesta campanya els creuers s'enfrontaren breument contra el creuer de batalla britànic HMS Renown, i més tard enfonsaren el portaavions HMS Glorious junt amb els seus destructors escorta Acasta i Ardent. El Gneisenau va ser danyat pel Renown i més tard torpedinat pel submarí anglès HMS Clyde prop de Noruega. Després d'una reeixida incursió a l'Atlàntic amb l'Operació Berlín al 1941, els dos germans foren ancorats a Brest, on foren bombardejats múltiples cops per la RAF. El Gneisenau fou tocat per diverses bombes, però va ser ràpidament reparat.
A principis de 1942, després d'un intens bombardeig, els bessons van trencar el bloqueig britànic i van travessar amb èxit el Canal de la Mànega, anant des de la França ocupada fins a Alemanya, a l'anomenada Operació Cerberus. Després d'això, la nau fou posada a un dic sec a Kiel. A la nit del 23 de febrer, durant un bombardeig britànic, una bomba travessà la coberta i detonà el dipòsit de munició de proa, causant greus danys i un nombre significatiu de baixes. Les reparacions necessitades eren tan cares i complertes que es va decidir col·locar els canons de 380 mm com s'havia planejat prèviament. Les seves torretes originals van ser utilitzades com a bateries costaneres. Al 1943, Hitler, furiós amb l'armada per la derrota a la batalla del Mar de Barentsz, ordenà l'abandonament de les reparacions del Gneisenau. Al 27 de març de 1945 la nau fou enfonsada com a bloqueig a Gotenhafen, a la Polònia ocupada, i posteriorment desmantellada al 1961.

## Construcció

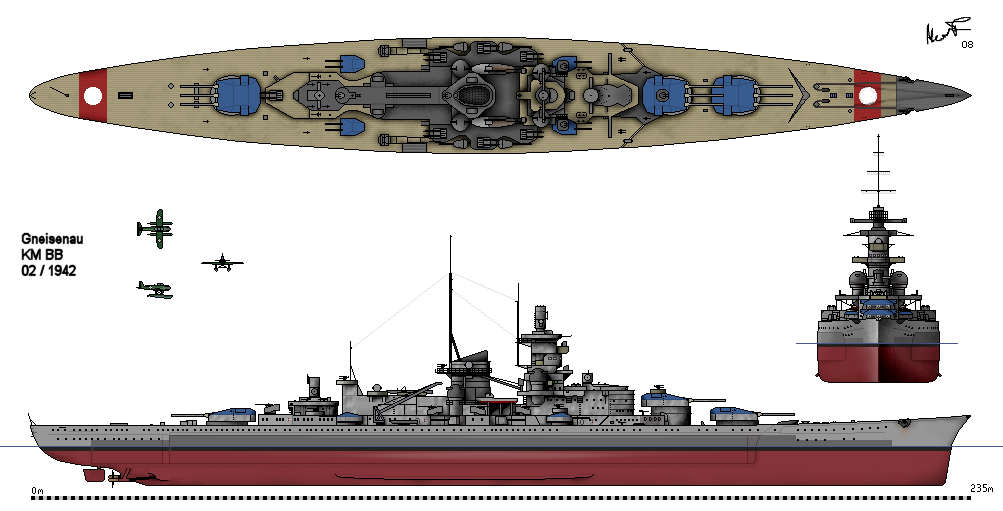
Dibuix del Gneisenau

Va ser encarregat al febrer de 1934 a les drassanes Deutsche Werke, Kiel. La construcció, però, va ser retardada. Va ser redissenyat i tornat a encarregar al maig de 1935. Quan va ser completat, estava al llindar dels límits establerts pel Tractat Naval de Washington de 35.000 tones, encara que Alemanya mai no havia estat coberta per aquell tractat.
Portava un blindatge pal de 350mm, comparable als cuirassats moderns d'aquells temps, i molt més pesant que el dels creuers de batalla britànics de la I Guerra Mundial HMS Renown i HMS Repulse o que els cuirassats francesos Dunkerque i Strasbourg. Els vaixells anaven armats amb 9 canons de 280mm (11 polzades) com a armament principal. Si bé aquests tenien un llarg abast i una bona capacitat de penetració al blindatge a causa de la seva velocitat de sortida, no eren rival pels canons de 380mm (15 polzades) de la major part dels cuirassats d'aquells moments. La tria de l'armament va ser resultat de la seva posada en marxa precipitada.
Si s'hagués implementat una proposta de darrera hora per modificar l'armament principal a 6 canons de 380mm (15 polzades) en 3 torretes, el Gneisenau hagués estat un adversari formidable, més veloç que cap altre vaixell capital britànic i igual de blindat. Quan es dissenyà el Gneisenau, la Kriegsmarine no disposava de canons de 380mm; per tant, es decidí a seguir amb els canons de 280 mm, perquè la seva missió era atacar el comerç i no pas enfrontar-se amb un vaixell capital. En canvi, la velocitat superior podria ser emprada per evitar un combat amb un cuirassat. A causa de les prioritats i les limitacions imposades per la II Guerra Mundial, va seguir amb els seus canons de 280mm durant tota la seva carrera. Tant el Gneisenau com el Scharnhorst van ser dissenyats per tenir un llarg radi d'acció que els permetés atacar el comerç-
La botadura del Gneisenau va tenir lloc el 8 de desembre de 1936. El discurs va ser pronunciat pel Freiherr von Fritsch, i la vídua del Kapitän zur See Maerker el batejà. L'avarament no va tenir lloc sense incidents, car l'estructura de la nau no va poder aturar-se i va colpejar contra el moll que hi havia al davant, i encara que el vaixell no va patir danys, el moll va rebre un cop que li va deixar una marca de fins a 4 metres de fondària.
Es va considerar que era un vaixell bonic. Tant el Gneisenau com el Scharnhorst són generalment citats com els dissenys navals alemanys de més èxit. La posada en servei del Gneisenau va tenir lloc el 21 de maig de 1938. Es trià aquesta data per la crisi dels Sudets, encara que el vaixell seguia sense estar a punt. Després del viatge inaugural del 30 de juny al 8 de juliol de 1938, tornà a les drassanes per fer treballs d'afinació i remodelació. La crítica principal del disseny és que tenien una obra morta molt baixa, que els deixava "mullats" quan navegaven en aigües agitades. Això donà lloc a alteracions en la línia pura i a la instal·lació de "la proa atlàntica" durant l'hivern de 1938, tot i que també ficava molta aigua al vaixell, fent que es malmetessin els instruments electrònics de la torre d'artilleria A. Entre agost i novembre de 1938 va portar a terme les proves de combat a l'Atlàntic. Tot i aquestes modificacions, el Gneisenau va ser posat en servei en part amb greus errors i sense manera d'establir contacte amb l'enemic.

## Història operativa

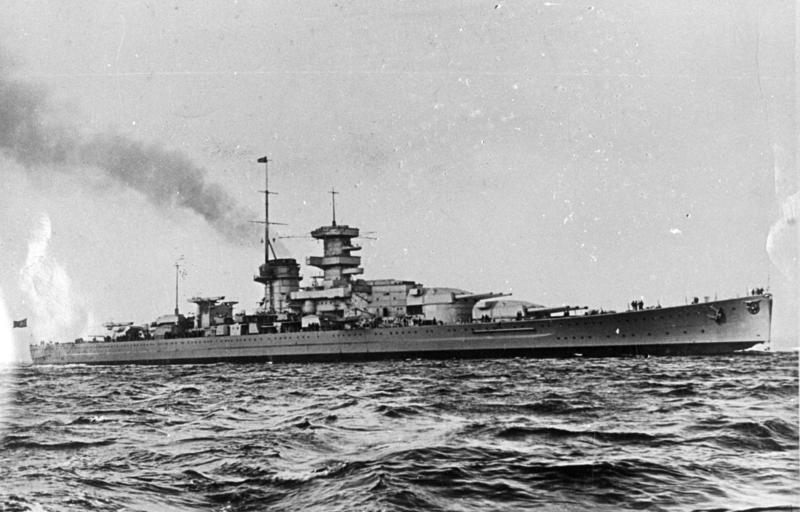
El Gneisenau al 1938.

El 9 de setembre de 1939, sis dies després que es declarés la guerra, va ser atacat pels avions de la Royal Air Force a Brunsbüttelkoog, sense rebre danys. El 8 d'octubre, salpà juntament amb el creuer Köln i 9 destructors per crear una diversió contra les forces aliades que buscaven el Deutschland. El Gneisenau va ser vist sovint en companyia del seu vaixell germà, el Scharnhorst, rebent el malnom de les "germanes lletges" a causa que normalment navegaven junts i del munt d'estralls que havien causat a la navegació britànica.
El novembre de 1939, tots dos vaixells van enfonsar el mercant armat HMS Rawalpindi mentre que operaven a l'Atlàntic nord, però el Gneisenau va patir danys considerables en una tempesta.

### Operació Weserübung
L'abril del 1940, el Gneisenau cobrí la invasió de Dinamarca i Noruega, i juntament amb el Scharnhorst, va combatre amb el HMS Renown; el Gneisenau va resultar danyat a la proa davantera i a la direcció principal dels canons durant l'acció, i els dos vaixells alemanys van retirar-se. El 5 de maig topà amb una mina magnètica, patint danys per la col·lisió, inundacions i la pèrdua del control del vaixell durant 18 minuts. Els danys van quedar reparats el 21 de maig a Kiel. A la retirada britànica de Noruega, el Gneisenau i el Scharnhorst van sorprendre i enfonsar el portaavions britànic HMS Glorious i els seus dos escortes, els destructors HMS Acasta i Ardent. Durant els combats, l'Acasta va aconseguir impactar un torpede al costat d'estribord del Scharnhorst, sota la torreta Caesar, causant importants inundacions.
El Gneisenau va ser torpedinat a l'Atlàntic Nord al mes de juny pel HMS Clyde, veient-se obligat a tornar a port de Trondheim, Noruega, per sotmetre's a reparacions.

### Sortida a l'Atlàntic
Després de ser reparat, tornà a unir-se al Scharnhorst en la campanya de més èxit contra el comerç, l'operació Berlín, a les ordres de l'almirall Günther Lütjens, i que va tenir lloc entre gener i març de 1941, durant la qual va enfonsar 14 vaixells per 8 del Scharnhorst, principalment combois sense escorta. Durant la missió van evitar els cuirassats de la Royal Navy que operaven com a escortes dels combois.
Ambdós vaixells van tornar al port francès de Brest, on començaren els preparatius per a la seva propera missió. El Gneisenau va haver d'anar al dic sec per sotmetre's a reparacions menors. A inicis d'abril de 1941, una bomba sense explotar llançada pels bombarders del Comandament de Bombarders de la RAF durant els atacs constants contra les instal·lacions portuàries, van fer que el Gneisenau abandonés el dic sec, sent ancorat a un port interior. El 22è Esquadró de la RAF, una unitat del Comandament Costaner de la RAF amb seu a St. Eval va ser enviat a atacar el Gneisenau. Com a resultat de l'atac, el Gneisenau va ser torpedinat el 6 d'abril de 1941 per un Bristol Beaufort pilotat per l'Oficial de Vol Kenneth Campbell. Els danys van ser greus, i el Gneisenau va haver de tornar al dic sec... només per tornar a ser danyat per quatre bombes que li van caure la nit del 9 al 10 d'abril. Va haver de sotmetre's a reparacions a Brest durant el desembre de 1941.

### El Xoc del Canal
El 1942, el Gneisenau i el Scharnhorst, acompanyats pel Creuer Prinz Eugen i d'una pantalla protectora de destructors i llanxes torpedineres, executaren una sortida cap a Alemanya, l'operació Cèrber. Els tres vaixells grans van aconseguir fugir sense danys dels ferotges combats aeris i navals que van tenir lloc al Canal de la Mànega. El Gneisenau i el Prinz Eugen van causar danys al destructor HMS Worcester. Diverses salves del Gneisenau van destruir el costat d'estribord del pont, així com les sales de calderes 1 i 2. El Prinz Eugen va encertar 4 ocasions sobre el destructor, incendiant-lo.
El Gneisenau impactaria posteriorment amb una mina naval a Terschelling, als Països Baixos, havent de sotmetre's a reparacions a Kiel.

### Atacs aeris a Kiel
Durant els atacs aeris del 26 i del 27 de febrer de 1941, el Gneisenau esdevingué l'objectiu dels massius atacs de la Royal Air Force, portats a terme per 178 bombarders, sent colpejat a l'arc. De manera contrària a la pràctica habitual, i com que les reparacions s'havien anticipat i estaria finalitzat en menys de dues setmanes, la seva munició no havia estat descarregada, sinó que simplement es procedí a separar les metxes de les granades. Els incendis resultants van provocar una explosió que destruí tota la secció de proa i provocà la mort de 112 tripulants. Després de reparacions d'emergència a la proa, el Gneisenau va poder arribar per sí sol a Gotenhafen el 4 d'abril de 1942, on va ser decomissat per tal de ser reconstruït.

### Reconstrucció, desconstrucció i bloqueig
Si bé entre 1942 i 1944 es realitzaren diversos treballs per reconstruir-lo, el Gneisenau va ser retirat del servei al juliol de 1943 per tal que se li retirés la seva bateria de 28cm (11") amb les torretes bessones de 38cm (15"). A més, estava previst allargar la seva proa 10 metres, i també substituir tots els canons navals de 10,5 i 15cm per 22 canons (en 11 torretes tancades) de 128mm de dir dual. Després que el Scharnhorst fos enfonsat al desembre de 1943, els treballs de remodelació van ser abandonats
El Gneisenau acabà la guerra sent enfonsat al port de Gotenhafen per servir de bloqueig el 23 de març de 1945. El Gneisenau acabà la guerra sent enfonsat al port de Gotenhafen per servir de bloqueig el 23 de març de 1945.

## Restes després de la guerra

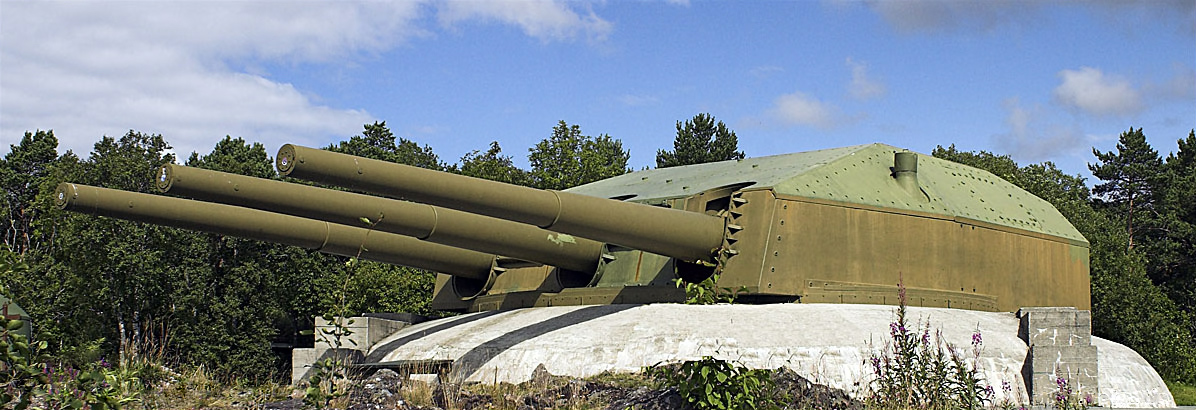
Torre Cäsar del Gneisenau, a Noruega.

Abans que el Gneisenau fos enfonsat per emprar-se com a bloqueig del port, el seu armament va ser desmuntat. Les torres B i C van convertir-se en bateries costaneres, sent enviades a Noruega; una part de la torre A va ser enviada als Països Baixos, i dues torres d'artilleria intermèdia va ser enviada a Dinamarca. El 12 de setembre de 1951 es van rescatar les restes del Gneisenau i desballestat pels soldats polonesos. Els canons encara es troben a Noruega i Holanda, i fins i tot l'artilleria intermèdia encara es troba en servei a la marina danesa.